# Propaganda Live

Propaganda Live est un programme télévisé italien diffusé par LA7 et présenté par Diego Bianchi, dont la première saison a débuté le 29 septembre 2017, retransmise les vendredis en début de soirée. Le dessinateur Makkox y joue un rôle important. Cette émission est l’héritière de Gazebo diffusé par Rai 3 de 2013 à 2017 et présentée également par Diego Bianchi.